# Große National-Mutterloge „Zu den drei Weltkugeln“

Die Große National-Mutterloge „Zu den drei Weltkugeln“ (GNML „3WK“) ist die älteste Freimaurer-Großloge in Deutschland. Sie wurde am 13. September 1740 in Berlin gegründet. Sie ist eine der acht regulären Freimaurer-Großlogen, die bis 1935 im Deutschen Reich existierten. Sie unterbrach 1935 zwangsweise ihre Arbeit und wurde 1946 reaktiviert. Ihre größte Verbreitung hatte sie 1933 mit 22.700 Mitgliedern in 177 Logen. Seit 1970 ist sie Mitglied der Vereinigten Großlogen von Deutschland – Bruderschaft der Freimaurer. National-Großmeister ist der Bremer Baumeister Jürgen Rotschies.

## Geschichte

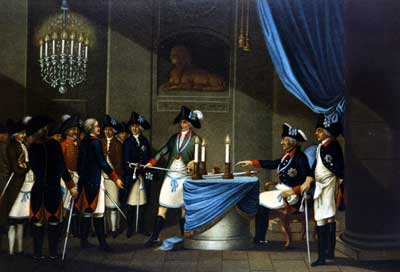
Friedrich II. als Meister vom Stuhl bei einer Meistererhebung, 1740, im Schloss Charlottenburg

Friedrich der Große wurde noch als Kronprinz und ohne Wissen seines Vaters in der Nacht vom 14. auf den 15. August 1738 durch Hamburger Freimaurer in Braunschweig in den Bund der Freimaurer aufgenommen. Er lud Baron Georg Wilhelm Ludwig von Oberg (1711–1762) und den Schriftsteller Jakob Friedrich Bielfeld, die maßgeblich an seiner Aufnahme beteiligt waren, nach Schloss Rheinsberg ein, um dort unter dem Vorsitz von von Oberg die Loge La loge première/La loge du Roi notre grand maître (deutsch: Die erste Loge / Die Loge des Königs unseres großen Lehrers) einrichten zu können. Nach seiner Thronbesteigung führte er selbst die Loge weiter und hielt am 20. Juni 1740 in seinen Privaträumen im Schloss Charlottenburg die erste Arbeit ab.

### Gründung

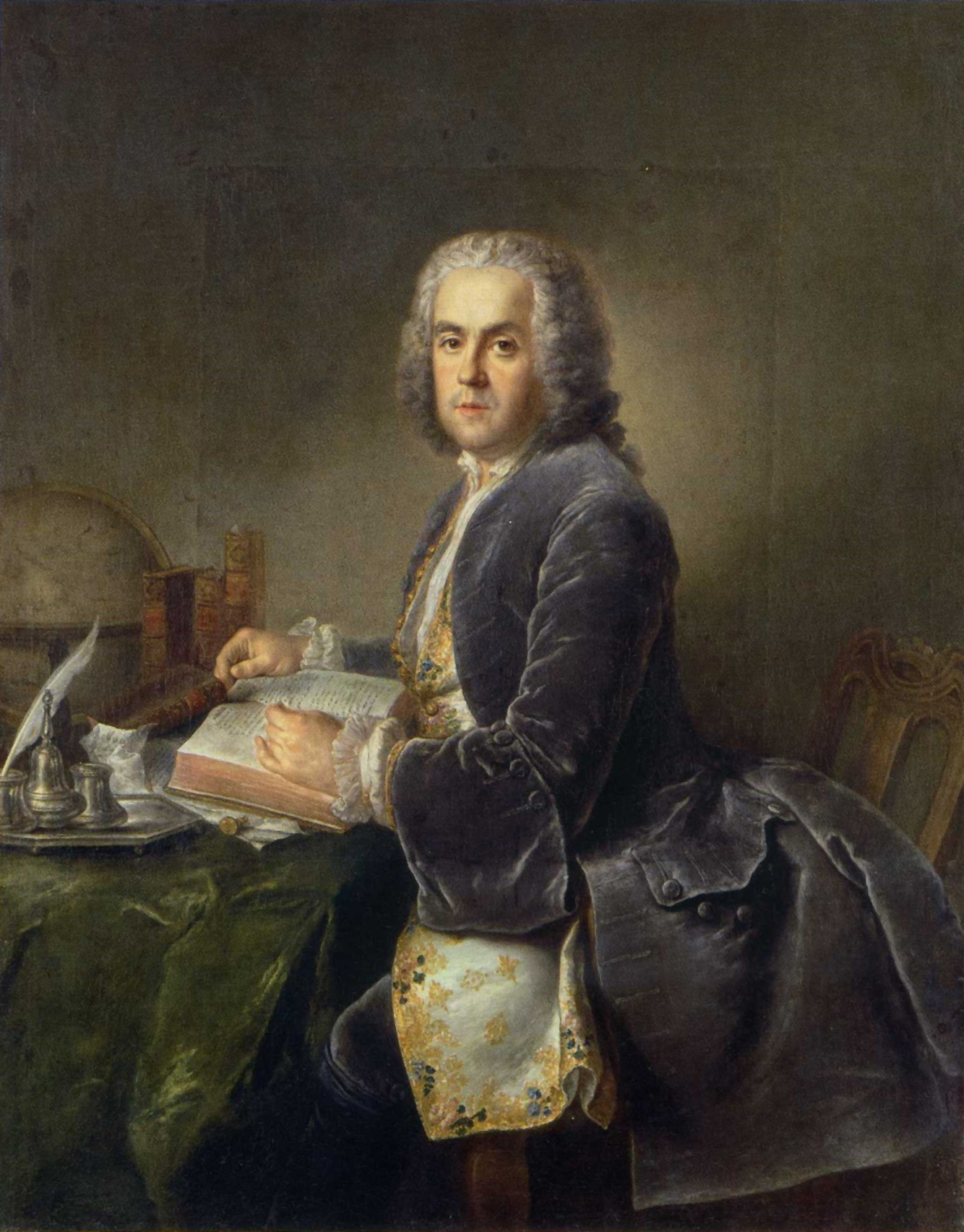
Ch.-Étienne Jordan,
Ölgemälde Pesne, 1740

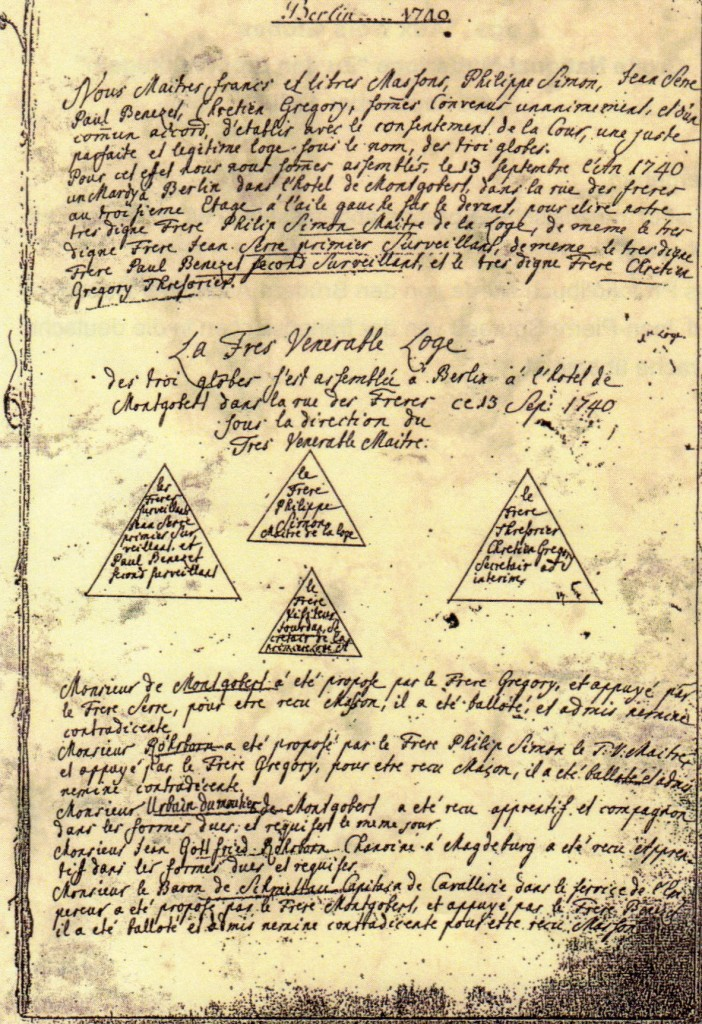
Protokoll über die Gründung der „3WK“

Da die Loge La Première den Mitgliedern des preußischen Königshofs und dem Adel vorbehalten war, bestand das Bedürfnis nach der Errichtung einer „bürgerlichen“ Loge. So erteilte Friedrich II seinem Sekretär, dem Geheimen Rat Charles Étienne Jordan (1700–1745) die Genehmigung zur Gründung einer Loge. Jordan hatte in Genf Theologie studiert und war einer der engsten Berater Friedrich II. Als Gründungsdatum der Großloge gilt der 13. September 1740. An diesem Tag bildeten ihre in Berlin lebenden Mitglieder unter Federführung des Geheimen Rats Charles-Etienne Jordan mit Genehmigung des Königs in dem in der Brüderstraße 39 befindlichen Hotel König von Preußen die Freimaurer-Loge Aux trois Globes (deutsch: Zu den drei Weltkugeln) nach dem Vorbild der Großloge von England. Als Friedrich II im selben Jahr zum ersten schlesischen Krieg abreiste, wurde die Loge La loge première aufgelöst und ihre Mitglieder traten zur neuen Loge über.

### Name und Wappen
Das Wappen der Loge zeigt drei gleiche Globen oder Erdkugeln, jede ist von einem schräg laufenden Ring umgeben und liegt in einem Gestell, das auf drei Füßen steht. Sie stellen einen Himmelsglobus, einen Erdglobus und eine Armillarsphäre dar. Die drei Erdkugeln stehen auf einem musivischen Pflaster in einem Dreieck, dessen Spitze nach oben gerichtet ist. Friedrich der Große nahm vermutlich Bezug auf das Fürstenwappen der Medici. Es ist ein Hinweis auf die unter ihrem Protektorat entstandenen gelehrten Gesellschaften sowie auf Platons Erklärung der Welt als eine einzige im Raum schwebende Kugel. Über 850 Symbole der Loge sind am Alten Rathaus in Bielefeld verbaut worden.

### Anerkennung durch die englische Großloge
Ein Konstitutionspatent (Stiftungsurkunde) von der englischen Großloge erhielt die Loge nicht. Jedoch entsprachen die Logenvorschriften im Wesentlichen denen der Großen Loge von Hamburg und damit dem englischen Vorbild. Philipp Simon, der erste Meister vom Stuhl, hatte sich die Ritualunterlagen aus Hamburg zustellen lassen. Ferner bestand zwischen der englischen Großloge und der GNML „3WK“ freimaurischer Verkehr, was einer Anerkennung durch die englische Großloge gleichkommt. Am 24. Februar 1741 wurde Friedrich Sebastian Wunibald Truchsess zu Waldburg in Begleitung von Jakob Friedrich von Bielfeld anlässlich einer diplomatischen Reise nach London in die englische Großloge eingeführt. Am 19. März 1741 nahmen beide an einem großen Maurerfest teil. Nach seiner Rückkehr überbrachte von Bielfeld die Grüsse der englischen Brüder, die erklärt hätten, durch Einladung dieser Brüder „(…) den königlichen Bruder von Preußen (gemeint war Friedrich II) und seine Logen ehren zu wollen, ihn, der als natürlicher Großmeister in seinen Staaten, selbst Logen zu konstituieren berechtig sei.“

### Gründung von Tochterlogen
Die Loge stiftete nach der Sitte ihrer Zeit in den kommenden Jahren selbst Logen. Am 18. Mai 1741 „Zu den drei Gerippen“ in Breslau, am 7. September 1741 „Zu den drei Kompassen“ in Meiningen, und sogar in dem damals unter preußischer Herrschaft stehenden Neuchâtel in der Schweiz am 1. Februar 1742 „Zu den drei flammenden Sternen“. Am 9. Dezember 1754 gründete sie die Loge La petite loge de la Concorde (deutsch: Kleine Loge Zur Eintracht), die bis heute unter dem Namen „Zur Eintracht“ arbeitet. Im Jahre 1760 erteilte die GNML (3WK) der Loge De l’Amitié aux trois Colombes (deutsch: Freundschaft Zu den drei Tauben) ein Konstitutionspatent und erkannte sie als Tochterloge an. Aus dieser ging die Große Loge von Preußen genannt Royal York zur Freundschaft hervor. Nach der Trennung von der GNML (3WK) erhielt sie letztlich ein Konstitutionspatent durch die Großloge von England. Am 24. Juni 1744 nahm die GNML (3WK) daher den Namen Große Königliche Mutterloge zu den drei Weltkugeln an und änderte diesen schließlich am 5. Juli 1772 in Große National-Mutterloge der Preußischen Staaten.

### Gründung einer Schottenloge
Am 30. November 1742, dem Andreastag, gründeten Freimaurer der Loge mit ihrer Genehmigung „(…) für das Emporstreben der jüngeren Brüder zur höheren oder sogenannten schottischen Maurerei (…)“ die Schottenloge L’Union. Zum Meister vom Stuhl (Maître de la Loge) wurde Jacobo Fabris gewählt.

### Strikte Observanz
Am 5. März 1767 trat die (Schotten-)Tochterloge L’Union der Strikten Observanz bei, einem stark auf Elementen des Templerordens und einer klerikalen Ordnung beruhenden Lehrsystem. Die GNML („3WK“) schloss sich dem an. Der Anschluss stieß teilweise auf Widerstand der anderen Tochterlogen. So arbeiteten lediglich zehn der 31 Mitglieder der Tochterloge Zur Eintracht in den Hochgraden. 21 Mitglieder ließen sich nicht rektifizieren. Bereits 1778 begann die GNML „3WK“ sich inoffiziell von der Strikten Observanz zurückzuziehen. Am 5. Juli 1779 fasste sie den förmlichen Beschluss, dass sie und die ihr angeschlossenen Logen nicht mehr die Hochgrade der Strikten Observanz bearbeiten werden. Eine förmliche Trennung von der Strikte Obzervanz erfolgte aus Rücksicht auf Herzog Ferdinand von Braunschweig, dem Magnus superior ordinis per Germaniam inferiorem (Großmeister aller schottischen Logen) und Schwager Friedrich II noch nicht. Nach dem Wilhelmsbader Kongress von 1782, der das Ende der Strikten Observanz einläutete, trat sie am 10. November 1783 offiziell von der Strikten Observanz zurück und erklärte sich für unabhängig. Sie nahm ein so bezeichnetes „rektifiziertes System“ an.

### Weimarer Republik und Nationalsozialismus

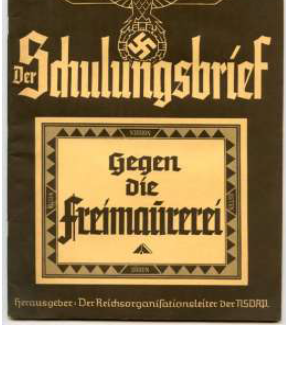
Der Schulungsbrief, Reichsorganisationsleiter der NSDAP

Nach dem Ersten Weltkrieg stand die Freimaurerei in Deutschland im Spannungsfeld zwischen der freimaurerfeindlichen Propaganda der Nationalsozialisten, welche auf ein Verbot der Freimaurerei hinwirkte und ihrem eigenen staatstragenden Charakter. Begünstigt wurde die Haltung der GNML (3WK) durch eine zunehmende national-konservative, teilweise gar völkische Gesinnung innerhalb ihrer Tochterlogen. Ein Sammelbecken dieser völkischen Bestrebungen waren der „Wetzlarer Ring“ und der „Bielefelder Ring“, beide 1925 von Tochterlogen der GNML (3WK) gegründet.
Das Verhältnis gegenüber dem Staat wird in der Freimaurerei durch die Alten Pflichten als staatstragend geregelt.

„II. Von der obersten und den nachgeordneten staatlichen Behörden
Der Maurer ist ein friedliebender Bürger des Staates, (...). Er darf sich nie in einen Aufstand oder eine Verschwörung gegen den Frieden oder das Wohl seiner Nation verwickeln lassen und sich auch nicht pflichtwidrig gegenüber nachgeordneten Behörden verhalten. (…)“

Eine offene Opposition war daher von den Freimaurerverbänden nicht zu erwarten. Soweit es sie dennoch gab, beruht dies auf dem Engagement Einzelner. Nach der „Machtergreifung“ durch die Nationalsozialisten zogen sich andere freimaurerische Verbände aus dem Deutschen Reich zurück. Die Allgemeine Freimaurerliga und die Symbolische Großloge von Deutschland stellten ihre Arbeit ein. Der Schottische Ritus suspendierte seine Arbeit im Deutschen Reich.
Die GNML „3WK“ versuchte, wie auch die beiden anderen altpreußischen Großlogen, die nationalsozialistischen Machthabern von ihrer Staatstreue zu überzeugen, um auf diese Weise einem Verbot zu entgehen. Sie entfernte sich dabei zunehmend von ihren freimaurerischen Grundlagen. Sie trat zusammen mit den beiden anderen altpreußischen Großlogen 1922 aus dem Deutschen Großlogenbund aus, weil sie „(…) mit der pazifistischen, auf Versöhnung und internationale Kooperation ausgelegte Haltung des Deutschen Großlogenbundes nicht übereinstimmte“. Am 16. Februar 1924 wurde die gemeinsame Erklärung der drei altpreußischen Großlogen veröffentlicht. Darin wurde festgestellt, dass nur Christen in einer Freimaurerloge aufgenommen werden können und die Logen keine Beziehungen zu Logen der Siegermächte des Ersten Weltkrieges unterhalten wurden. Eine Streichung des Wortes Freimaurer aus dem Namen der Großloge lehnte zumindest für die GNML „3WK“ ihr Nationalgroßmeisters Karl Habicht noch ab. Jedoch überwogen die nationalen Mitglieder und Karl Habicht musste als Nationalgroßmeister zurücktreten, weil er „nicht mehr das Vertrauen der Mehrheit der Tochterlogen“ hatte. Sein Nachfolger Otto Bordes änderte den Namen der GNML („3WK“) in Nationaler christlicher Orden Friedrich der Große. Innerlich wurden alle typisch freimaurerischen Elemente verändert oder gestrichen. Die Schurze wurden abgeschafft, der Tempel Salomos in den „Deutschen Dom“ oder das Straßburger Münster umgestaltet, die Hiramslegende durch die Baldersage ersetzt. Jedoch konnten alle diese Maßnahmen ein Verbot der Freimaurerei nicht verhindern. Das Reichsministerium des Innern wies die Großlogen an, bis spätestens 21. Juli 1935 für sich und ihre Tochterlogen die Liquidationsverfahren einzuleiten. 1934 wurde das Logenhaus in der Splittgerbergasse durchsucht und Otto Bordes wurde von der Gestapo verhaftet und einige Monate lang im KZ Columbiahaus festgehalten.

### Wiederaufnahme der Arbeit nach 1945
Nach dem Zweiten Weltkrieg wurde die Große National-Mutterloge bereits 1946 reaktiviert. Am 18. Mai 1946 hat die amerikanische Besatzungsbehörde in ihrem Sektor den Freimaurern die Aufnahme ihrer Arbeit genehmigt. Ihr Wirkungsgebiet beschränkte sich zunächst auf den Amerikanischen Sektor in Berlin. Dabei ging ihr ein erheblicher Teil ihrer Tochterlogen verloren. Insgesamt 42 Logen der GNML „3WK“, insbesondere diese außerhalb Westberlins schlossen sich der 1949 gegründeten Vereinigten Großloge an, nur fünf Logen in der Bundesrepublik blieben ihrer Großloge treu und warteten auf deren dortige Zulassung.
Als nationale Vertretung gegenüber ausländischen Großlogen wurde 1958 die Vereinigten Großlogen von Deutschland – Bruderschaft der Freimaurer gegründet. Die Große National-Mutterloge „Zu den drei Weltkugeln“ trat erst 1970 der Vereinigung bei.

## Logenhäuser

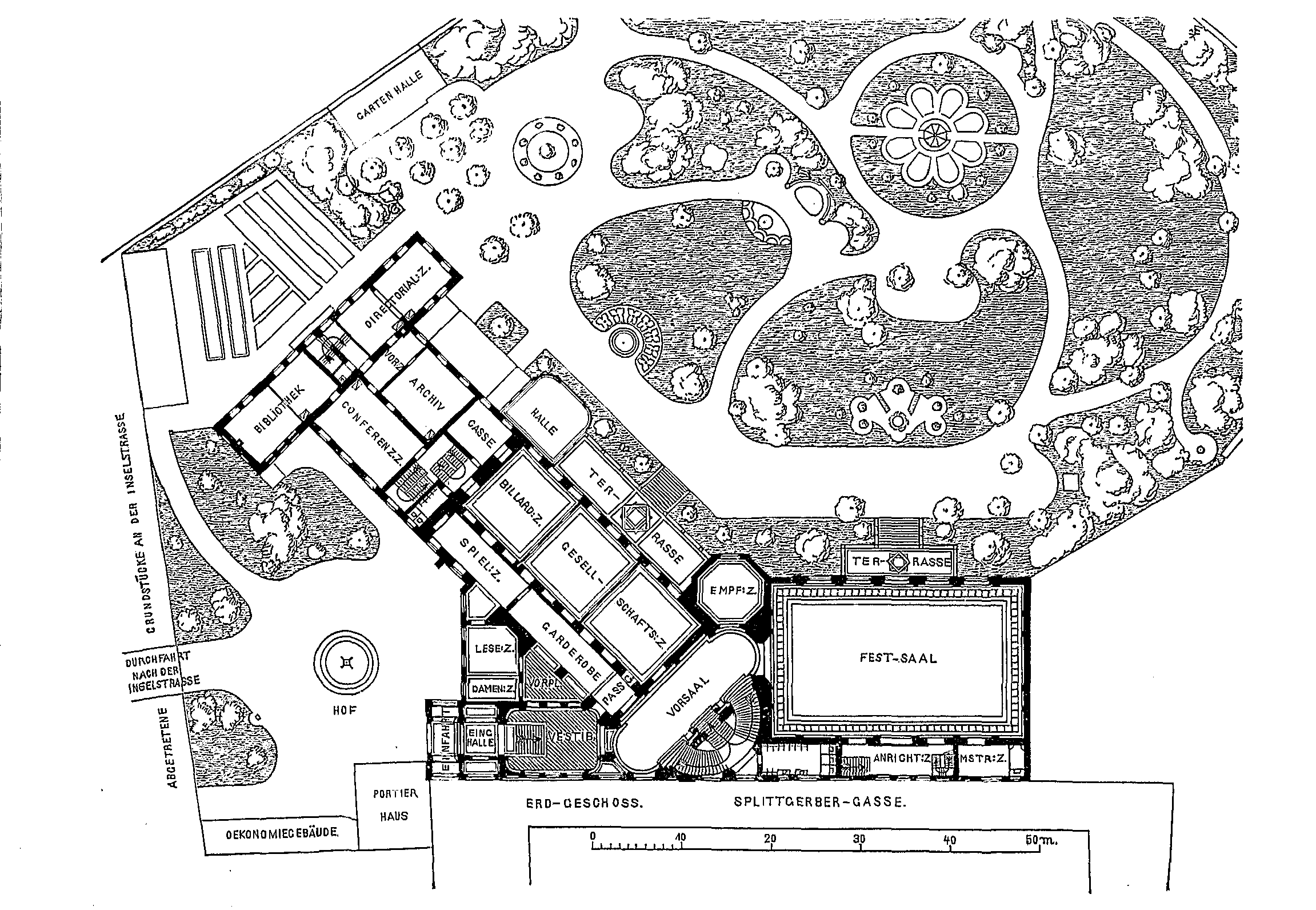
Grundriss Splittgerbergasse Erweiterung Logenhaus der GNML (3WK)

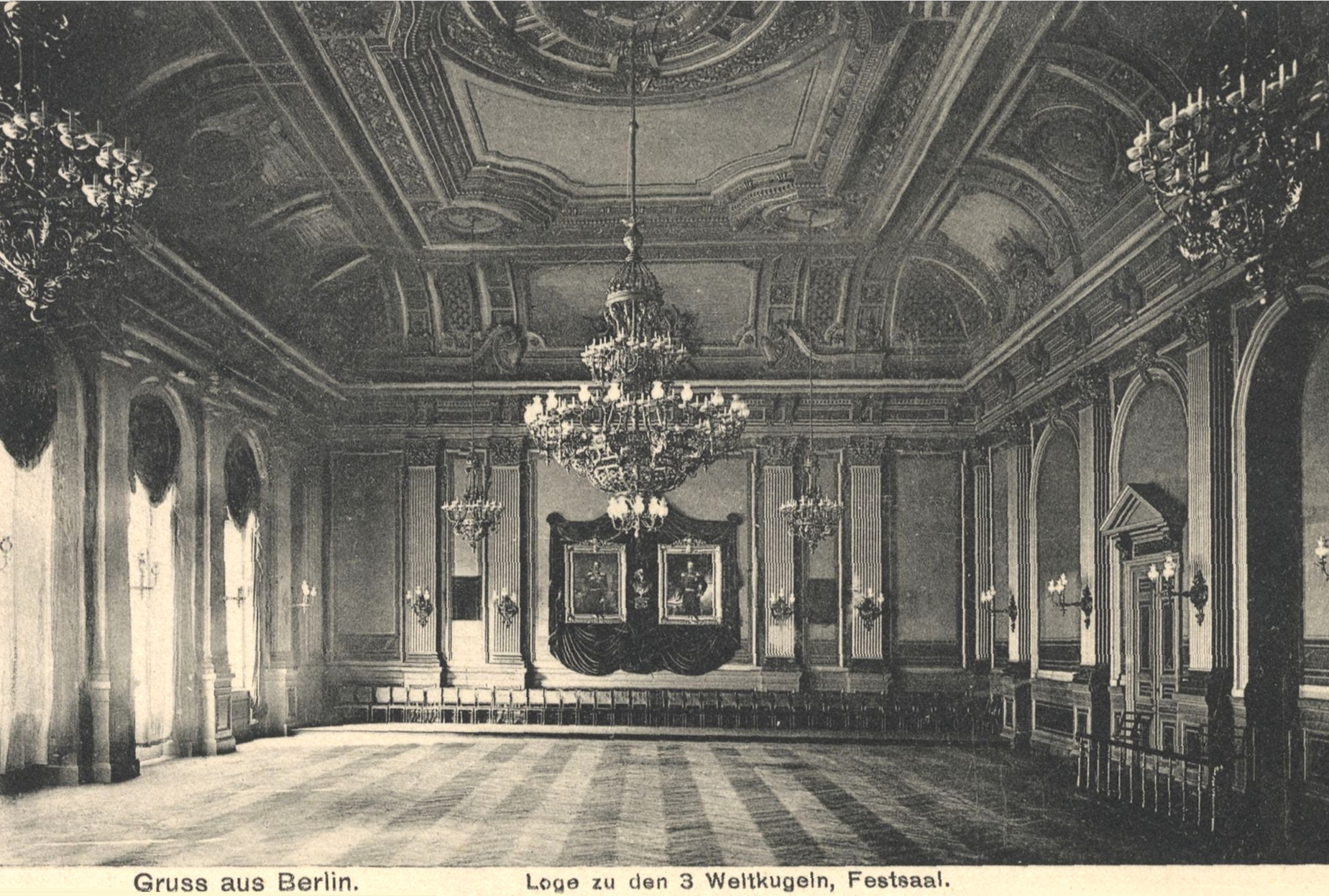
Festsaal des Logenhauses (1900)

Zunächst fanden die Treffen der Logenmitglieder in verschiedenen Räumlichkeiten statt. Häufig in den Räumen in der Brüderstraße 39, zum Teil in den Privaträumen der Mitglieder. Im September 1776 wurden erstmals Räumlichkeiten in der Leipziger Straße 45 für die eigenen Veranstaltungen und die der Tochterlogen angemietet.
Am 5. September 1799 erwarb die GNML („3WK“) ein Grundstück an der Splittgerbergasse und baute dort ein Logenhaus, das am 19. Dezember 1800 eröffnet wurde. Den Garten gestaltete sie zu einem der schönsten Gärten Berlins. Das Gebäude wurde für die wachsende Großloge und ihre Tochterlogen bald zu klein. Insbesondere fehlte es an repräsentativen Festräumen und hinreichend großen Versammlungsräumen. Aus diesem Grund beschloss man den Umbau und die Erweiterung des bestehenden Logenhauses. Mit der Planung wurde der Architekt Christian Heidecke beauftragt. Die Kosten für den Umbau beliefen sich auf rund 310.000,00 Mark (circa 1.984.000 Euro). Die Fertigstellung erfolgte im Frühjahr 1887. Das Gebäude wurde im Zweiten Weltkrieg vollständig zerstört.

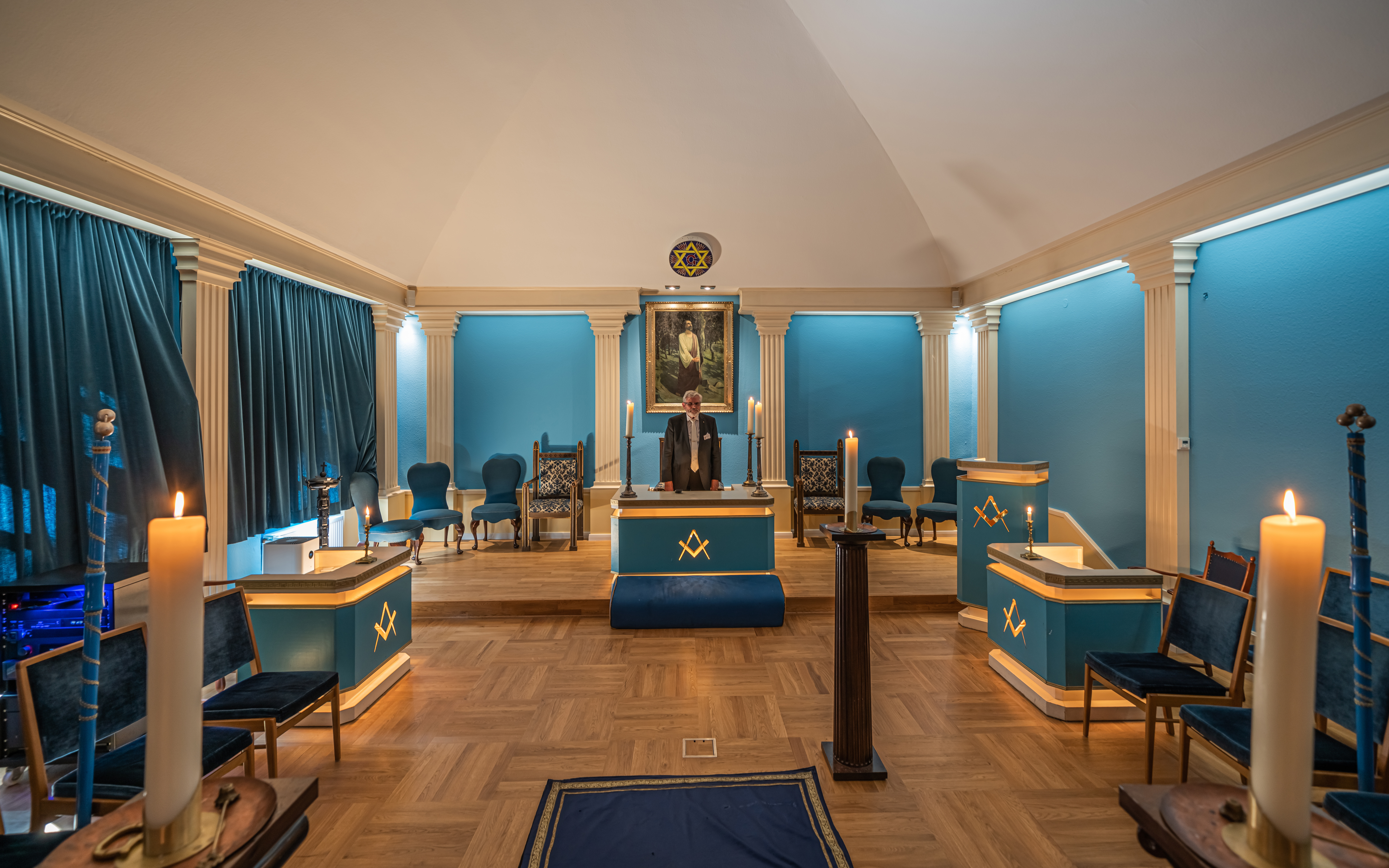
Tempel im Logenhaus Heerstraße, Berlin

Nach dem Zweiten Weltkrieg mietete die GNML („3WK“) von 1946 bis 1957 die Ahornstraße 15A als Logenhaus. Später erwarb die GNML („3WK“) das nach Plänen des Architekten Curt Leschnitzer von 1923 bis 1924 erbaute ehemalige Wohnhaus des Berliner Kaufmanns Max Feldheim im Westend. Die denkmalgeschützte Villa an der Heerstraße wurde von 2013 bis 2014 nach Plänen des Architekten Gerhard Schlotter für rund 1,7 Millionen Euro in Stand gesetzt und erweitert.

## Struktur
Obwohl der GNML „3WK“ durch königliches Confirmationspatent und Protectorium vom 9. November 1796 die Rechte einer juristischen Person verliehen wurde und diese Rechtsfähigkeit nicht durch die zwangsweise Auslösung im Jahr 1935 erlosch, ist sie heute aufgrund der Gesetzesänderung für altrechtliche Vereine als eingetragener Verein beim Amtsgericht Charlottenburg in Berlin im Vereinsregister eingetragen. An ihrer Spitze steht der National-Großmeister. Ihm zur Seite steht seit 1797 das Bundesdirektorium aus Brüdern im höchsten Grad (Vertrauter der Vollendung). Die GNML „3WK“ ist auch für die Hochgrade, von ihr Erkenntnisstufen genannt, zuständig. Neben den Johannislogen, die die drei ersten Grade „Lehrling“, „Geselle“ und „Meister“ bearbeiten, gibt es die Allgemeine Altschottische Loge für den 4. Grad („Schottenmeister“) und den Inneren Orient für die Grade 5 bis 7 („Auserwählter Bruder“, „Geweihter des Inneren Tempels“, „Vertrauter der Vollendung“).
Die GNML (3WK) gründete im Jahr 1990 den selbständigen Verein Freimaurer helfen. Dieser fördert im freimaurerischen Sinn kulturelle und soziale Aufgaben. Unter Beachtung der steuerlichen Vorschriften werden bedürftige und behinderte Menschen nach Maßgabe der vorhandenen Mittel unterstützt. Die Einnahmen des Vereins kommen aus Spenden der Freimaurer der GNML (3WK), aus Beiträgen der Tochterlogen und aus zielgerichteten Geldern anlässlich von Geburtstagen und Jubiläen.
Nach der Wiedervereinigung erhielt die GNML (3WK) eine Vielzahl ihrer im Beitrittsgebiet liegenden Logenhäuser zurück. Am 1. September 1993 stiftete die GNML (3WK) die Weltkugelstiftung und übertrug dieser das Eigentum an den zurück übertragenen Grundstücken. Die Stiftung hat den Zweck, die Immobilien zu verwalten und die Erträge kulturellen und sozialen Aufgaben zuzuführen.

### Logenstruktur nach Städten
Unter der Jurisdiktion der GNML (3WK) sind 45 Logen und drei Feldlogen konstituiert *:
- Augsburg: „Feld- und Militärloge Albrecht Ritter Mertz von Quirnheim“
- Bad Kreuznach: „Die vereinigten Freunde an der Nahe“
- Berlin:

„Am Berge der Schönheit“
„Blücher von Wahlstadt“
„Bruderbund am Fichtenberg“
„Drei Lichter im Felde“
„Friedrich der Große / Prometheus“
„Ring der Ewigkeit“
„Zu den drei Lilien“
„Zum schwarzen Adler“
„Zur Eintracht“
„Zum flammenden Stern“
„Zu den drei Seraphim“
„Zur Verschwiegenheit“
„Zur Treue“
„Zur siegenden Sonne“
- Bernburg: „Alexius zur Bestaendigkeit“
- Bonn: „Beethoven zur ewigen Harmonie“
- Brandenburg an der Havel: „Friedrich zur Tugend“
- Braunschweig: „Friedrich zur Beständigkeit“
- Bremen: „Zum silbernen Schlüssel“
- Düsseldorf: „Wolfgang Amadeus Mozart“
- Eberswalde: „Friedrich Wilhelm zu den drei Hammern“
- Frankfurt am Main: „Aufwärts zum Licht“
- Frankfurt an der Oder: „Zum aufrichtigen Herzen“
- Güstrow: „Phoebus Apollo“
- Hamburg: „Vom Fels zum Meer“
- Hannover:

„Wilhelm zur deutschen Treue“
„Friedrich Wilhelm zur Glückseligkeit“
- Helmstedt: „Julia Carolina zu den drei Helmen“
- Herford: „Quell der Wahrheit“
- Kamen: „Phoenix zu den drei Lichtern“
- Kleve: „Zu den drei ehernen Säulen“
- Köln:

„Schiller zur Unsterblichkeit“
„Westphalia zur Eintracht“
- Krefeld: „Zu den drei schwarzen Adlern“
- Luckau: „Zum Leoparden“
- Magdeburg: „Ferdinand zur Glückseligkeit“
- Meiningen: „Charlotte zu den drei Nelken“
- Perleberg "Zur Perle am Berge"
- Potsdam:

„Teutonia zur Weisheit“
„Feld- und Militärloge Henning von Tresckow“
- Prenzlau: „Zur Wahrheit“
- Regensburg: "Ad Fontes"
- Remscheid: „Zur Stadt auf dem Berge“
- Rostock: „Feld- und Marineloge Alfred Kranzfelder“
- Soest: „Zur Bundeskette“
- Torgau: „Friedrich Wilhelm zu den drei Kränzen“
- Wernigerode: „Zum starken Licht am Brocken/Zur Eiche am Scharfenstein“

## Veröffentlichungen
- Bundesgesetze der Grossen National-Mutterloge „Zu den drei Weltkugeln“ Große National-Mutterloge Zu den Drei Weltkugeln. Hänsel-Hohenhausen, Egelsbach 1992.
- Bundesblatt der Großen National-Mutterloge „Zu den drei Weltkugeln“, Berlin.

## Bekannte Mitglieder (Auswahl)
- Friedrich II. von Preußen (1712–1786), war kein Mitglied der Loge, sondern ihr Stifter und Protektor. Er selbst hat sie nie besucht, weil er die persönliche Mitgliedschaft in einer ständeübergreifenden Loge prinzipiell ablehnte. Seine Hofloge bestand ausschließlich aus adligen Freimaurern. Nach ihrer Auflösung 1742 hat er keine Loge mehr betreten.
- Christoph Heinrich von Ammon (1713–1783), preußischer Jurist und Diplomat
- Johann Friedrich Fritze (1735–1807) Mediziner und Hochschullehrer
- Herzog Friedrich August von Braunschweig (1740–1805)
- Samuel von Brukenthal (1721–1803), Gouverneur von Siebenbürgen; 1. Logenmeister der Loge „Zu den drei goldenen Schlüsseln“ (Halle)[38]
- Leopold Wilhelm von Dobschütz (1763–1836)
- Theodor Gottlieb von Hippel der Ältere (1741–1796), deutscher Staatsmann, Schriftsteller und Sozialkritiker
- Theodor Gottlieb von Hippel der Jüngere (1775–1843), preußischer Staatsmann und der Verfasser des Aufrufs „An Mein Volk“ von 1813
- August Neidhardt von Gneisenau (1760–1831), preußischer Generalfeldmarschall und Reformer der preußischen Armee
- Georg Friedrich Kersting (1785–1847), deutscher Maler der Romantik und des Biedermeier
- Alexander Knoblauch (1820–1899), 1884 bis 1892 Großmeister des Eklektischen Bundes, deutscher  Mediziner, Königlich Preußischer Sanitätsrat und Chefarzt des Städtischen Krankenhauses in Frankfurt am Main
- Ernst Paul Lehmann (1856–1934), Fabrikbesitzer
- Friedrich Wilhelm von Printzen (1719–1773), preußischer Geheimer Kriegsrat[39][40]
- Karl Sachs (1829–1909), Sprachforscher, Gymnasiallehrer
- Franz von Schleussing (1809–1887), preußischer Major und Gutsherr, Mitglied der Frankfurter Nationalversammlung
- Friedrich Georg von Sohr (1775–1845), preußischer Generalleutnant[41]
- Heinrich von Stephan (1831–1897), Generalpostdirektor des Deutschen Reichs, Organisator des deutschen Postwesens und Mitbegründer des Weltpostvereins.[42]
- Gustav Stresemann (1878–1929), deutscher Reichskanzler und Außenminister (Ehrenmitglied)
- Otto Techow (1848–1919), Architekt und Baubeamter, Nationalgroßmeister[43][44]
- Adam Levin von Witzleben (1721–1766), dänischer Offizier, Erneuerer der Rittergüter Hude und Elmeloh[45]
- Job von Witzleben (1783–1837), preußischer Generalleutnant und stellvertretender Kriegsminister, Namensgeber von Berlin-Witzleben
- Johann Gottlob Friedrich Zenker (1753–1826), preußischer Geheimer Kriegsrat